# Eugenio Travaini
Œuvres principales
Il vento in testa
Eugenio Travaini, né le 1930 à Parabiago et mort le 15 août 1993 à Bolzano en Italie, est un médecin italien devenu écrivain.

## Biographie
Eugenio Travaini est tout d'abord médecin et enseignant à l'université de Milan puis il développe à Legnano un centre de médecine rééducative pour les polytraumatisés. À partir des années 1970, il commence une carrière de romancier en publiant notamment Il vento in testa qui obtient le prix Stresa.
Il meurt en 1993 des suites d'un accident de la route sur l'autoroute du Brenner.

## Œuvre
- La malacarità, éditions Rizzoli, 1972
- Il vento in testa, éd. Rizzoli, 1976 – prix Stresa et dans la sélection finale du prix Campiello 1977
- Una via d'uscita, éd. Rizzoli, 1982
- 18 racconti, 1985
- E davanti il muro, éd. De Agostini, 1988